# Supellina buxtoni
Supellina buxtoni är en kackerlacksart som beskrevs av Lucien Chopard 1921. Supellina buxtoni ingår i släktet Supellina och familjen småkackerlackor. Inga underarter finns listade i Catalogue of Life.